# Temple Kaligat
El Temple Kalighat (en bengalí: কালীঘাট), a Calcuta, a l'estat indi de Bengala Occidental (Índia), és un temple hindú que data de 1809, es troba en el veïnatge del mateix nom a la part sud de Calcuta, al "barri vermell", on moltes dones exerceixen la prostitució. És el temple més important de la ciutat, està consagrat a la deessa hindú Kali, que és de fet, segons l'Hinduisme la Patrona de Calcuta.

## Ubicació
Kalighat es troba a la part sud de la ciutat de Calcuta a la riba del riu Hugli. El nom de la ciutat de Calcuta es diu que és una derivació de la paraula Kalighat. La riba del riu amb el pas del temps s'ha allunyat del temple, en l'actualitat el temple està a la vora d'un petit canal anomenat Adi Ganga, que es connecta al Hugli.

## Història
Conta la llegenda que quan el cos de la consort de Xiva va ser tallat en trossos, un dit va caure en aquest lloc. És un important centre de peregrinació hindú. Aquest temple també destaca per les seves pintures murals i en ell es troba la imatge de Kali embolicada en rics mantells i garlandes. Es diu que en el passat els adoradors de Kali li oferien sacrificis humans en aquest lloc, en l'actualitat es fa amb sang d'animals com gallines i cabres.
L'actual temple data de 1809, es tracta d'un temple erigit sobre dos pisos coberts de pisa, tot i això, en l'emplaçament actual s'han aixecat altars a Kali des de molt abans. Algunes monedes trobades a la zona (potser part d'ofrenes) donarien compte de la seva antiguitat. Originàriament, era una petita barraca, que després va ser reemplaçada per l'actual edifici, donat per una família noble.
Kalighat és un dels 52 Shakti Peethams de l'Índia, on va caure alguna de les parts del cos de la deessa durant Rudra Tandava, un energètica dansa dels déus que és el principi creador i destructor. La llegenda del temple, relata que un devot va descobrir un raig lluminós provinent de les aigües del riu Bhagirathi (riu Hugli); en apropar comprovar que sorgia d'un dit del peu tallat en pedra, i va començar llavors a adorar a la deessa enmig de la jungla.
Igual que molts altres temples, el Kalighat tenia un Dharamshala, que va servir de refugi als pelegrins que arribaven des de lluny. Després d'haver perdut la seva funció inicial a causa de la urbanització de la zona, el servei dels bramans del temple hi va lliurar a la Mare Teresa de Calcuta. El 1952, la Mare Teresa va obrir en ell una llar per als moribunds, el Nirmal Hriday.
Actualment el temple és visitat per milers de persones, no només fidels de Kali, sinó també per turistes per ser de gran importància per al Hinduisme i per a la ciutat de Calcuta.

## Imatge de la deessa
A l'interior del temple es venera una efígie de la deessa embolicada en mantells i garnaldes en la qual destaca la seva llengua d'or que sobresurt prominentment de la seva boca, és una imatge única en la iconografia clàssica de Kali a Bengala. La imatge està basada en l'ídol de Mata Bhubaneshwari, el Kula Devi de la família Sabarna Roy Chowdhury.
La deessa destaca pel color negre de la cara, té tres grans ulls vermells, en dues de les seves mans sosté una espasa o simitarra i un cap tallat que representa al rei asura Shumbha. L'espasa representa el coneixement diví i el cap humà significa l'Ego humà que ha de ser abatut pel coneixement diví. Les altres mans de la deessa realitzen els mudres abhaya i varada i altres gestos de benedicció.
La imatge de la deïtat en si és incompleta, inicialment es va tallar només el rostre de la deessa. Les mans d'or i plata, la llengua, l'estàtua de Shiva que es troba als peus de Kali i totes les joies s'han afegit en els últims anys. La imatge és de pedra i va ser creada per dos sants hindús anomenats Brahmananda Giri i Atmaram Brahmachari.

## Culte
El temple és visitat per desenes de milers de pelegrins vinguts des de tota l'Índia i d'altres parts del món durant tot l'any. És imprescindible que tant fidels com a turistes ingressin al temple descalços.
Quan el Kalighat congrega més pelegrins és especialment durant els festivals bengalís de Paila Baishak (l'Any Nou a l'abril) i el Durga Puja (a l'octubre). Cada dimarts i dissabtes es realitzen cerimònies especials de culte. Un dia també especial és el Ashtami. El temple sol estar ple de fidels els dimarts, dissabtes i diumenges.
La deessa Kali, malgrat la seva aparença, és vista i considerada com una mare (Kali Ma) per a tots els devots i pelegrins que busquen la seva ajuda en la solució dels seus problemes interns. Els sacrificis de cabres negres es segueixen practicant al Temple Kalighat, generalment molt d'hora a l'alba, després d'això s'exposen els cadàvers que seran purificats pel foc al capvespre.
La responsabilitat de l'adoració al temple està en principi en mans de la família Haldar, que també reclama la propietat del lloc en què va ser construït el temple, que al seu torn també és disputat per altres com la família Sabarna Roy Chowdhury de Banisha, família noble que va construir l'actual temple. A la dècada dels anys seixanta es va crear un comitè per a la gestió administrativa del temple amb la representació del Govern i de la família Haldar.
El temple està obert tots els dies de 5:00 a 14:00 h. i de 17:00 a 22:30 h.